# Tratatul de la Tordesillas

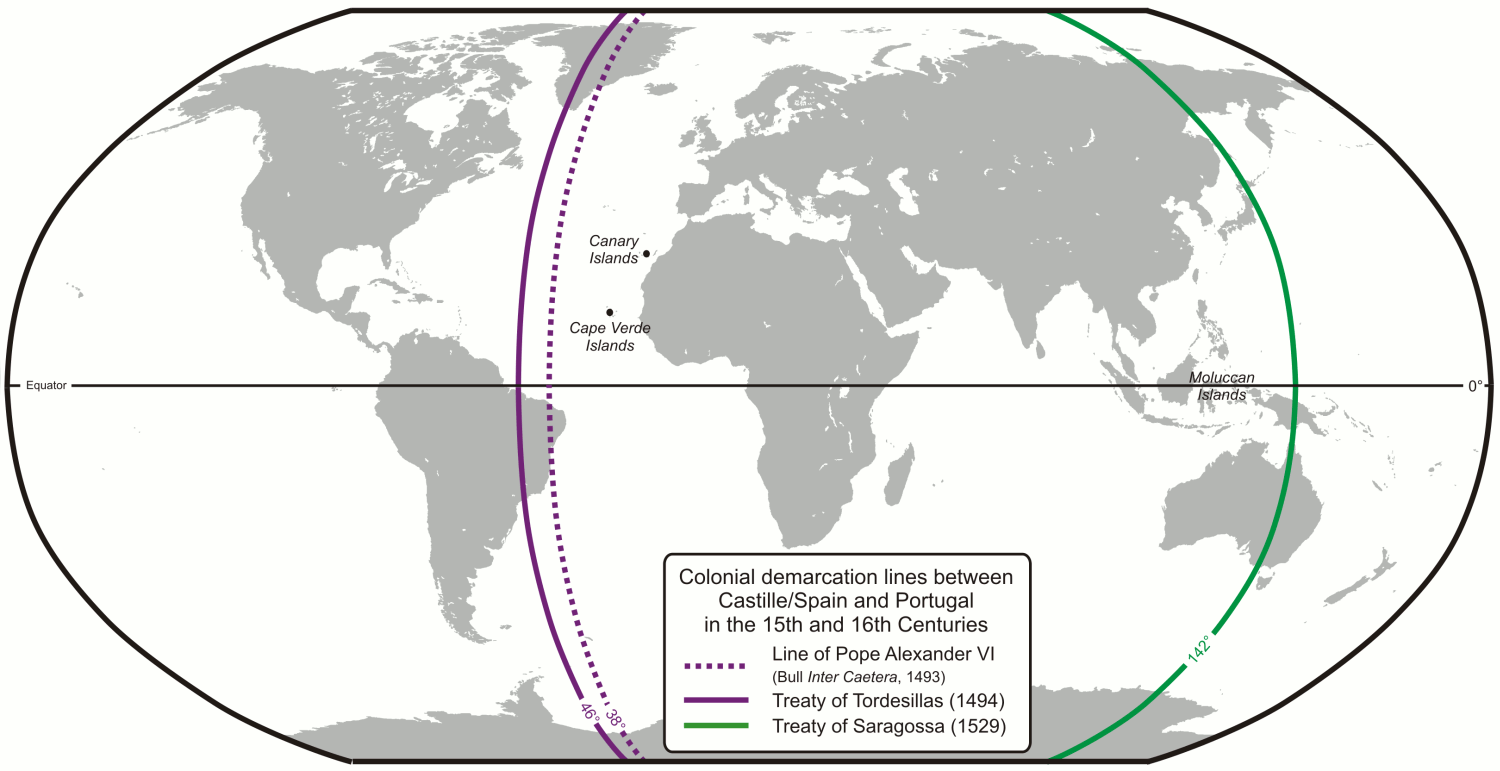
Linia de demarcaţie de după tratatul spaniolo-portughez, în sec. XV–XVI

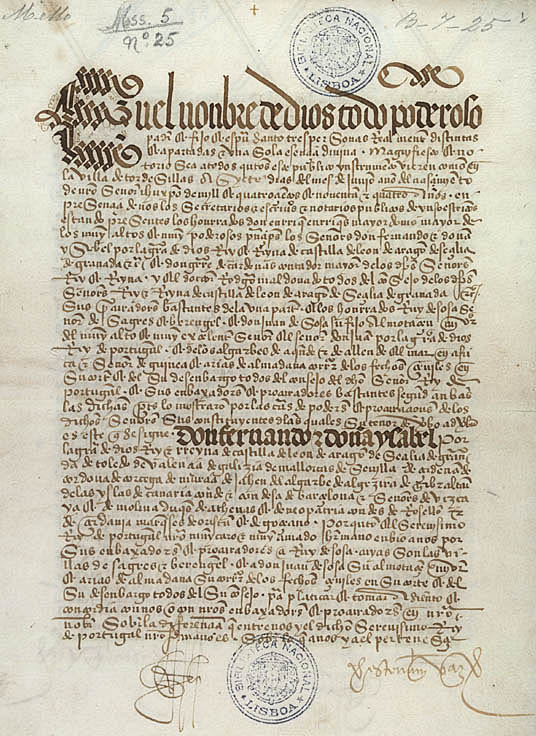
Prima pagină a tratatului, Biblioteca Naţională a Lisabonei

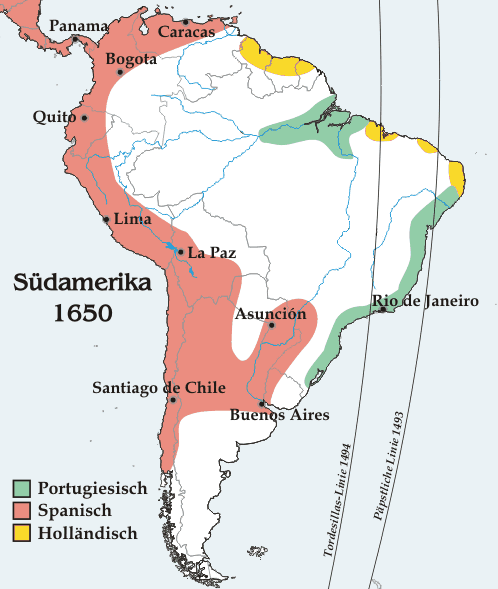
America de Sud în 1650

Tratatul de la Tordesillas a fost încheiat la 7 iunie 1494 între Spania și Portugalia, stabilind zonele de influență colonială ale celor două puteri maritime ale timpului. Tratatul se baza pe o hotărâre a papei Alexandru VI din anul 1493, mai exact prin bula numită Inter caetera care stabilea o frontieră maritimă de 480 de kilometri V de Insulele Capului Verde, atribuind teritoriile de la V Castiliei. Astfel noile teritorii descoperite erau împărțite de-a lungul meridianului de 46 grade vest. Teritoriile de la V de acest meridian urmau să aparțină Spaniei, iar teritoriile de la E Portugaliei.
Tratatul a fost ratificat de către Spania(era formată din regatele Castilia și Aragon) la data de 2 iulie 1494, iar de către Portugalia la data de 5 septembrie 1494.
Această împărțire a lumii a fost completată odată cu semnarea Tratatului de la Zaragoza pe data 22 aprilie 1529.